# Quebrada de Piedra
Quebrada de Piedra es un corregimiento del distrito de Tolé en la provincia de Chiriquí, República de Panamá. La localidad tiene 1.127 habitantes (2010).